# 宮崎郁雨
宮崎 郁雨（みやざき いくう、1885年（明治18年）4月5日 - 1962年（昭和37年）3月29日）は、日本の歌人。本名は大四郎（だいしろう）。
石川啄木夫人・石川節子の妹の夫。啄木の生前から啄木一家を物心両面にわたって支え、啄木の死後も墓碑建立、「啄木を語る会」を発足させるなどの実績がある。

## 生涯

### 幼少時
新潟県北蒲原郡荒川村で宮崎竹四郎の長男として生れる。郁雨の祖父が没して竹四郎が継いだ頃には、借金を抱えて没落していた。
郁雨が2歳の頃に竹四郎は家と田畑を債権者に譲って松前に渡り、母と共に母の実家に預けられる。1889年（明治22年）春、父とともに宮崎一家は函館に移住した。竹四郎は「浜かせぎ」や日雇いなどでしのぐ苦しい生活が続いたが、醸造業で成功、「金久（かねきゅう）」を屋号とする味噌製造所の経営者となった。
1905年（明治38年）、北海道庁立函館商業学校（現・北海道函館商業高等学校）を卒業。卒業後の数か月は海陸物産問屋の近藤商店に勤務したが、同年12月に志願兵として野砲兵第7連隊に入隊する。1906年（明治39年）11月には除隊し函館に戻った。

### 啄木との出会い

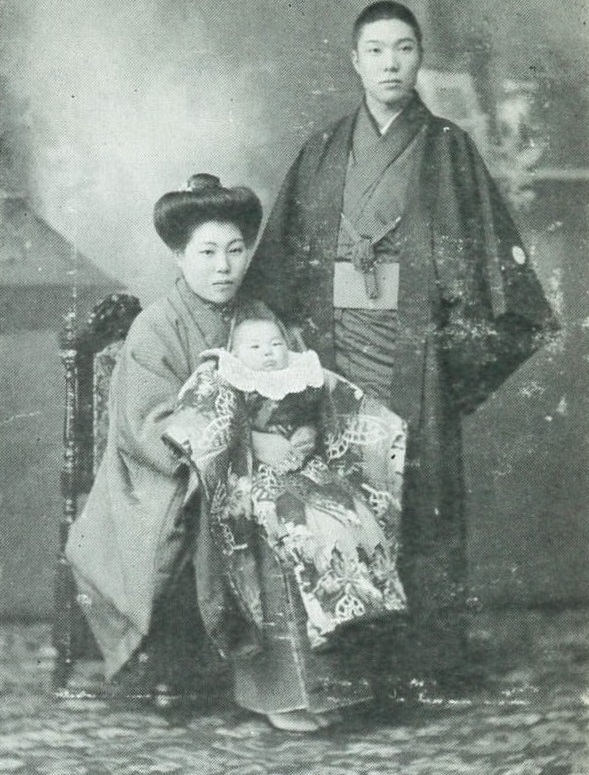
新婚時代の1910年（明治43年）ごろ。郁雨と妻のふき子、長女の孝子

1906年10月頃に函館に結成された文芸結社「苜蓿社（ぼくしゅくしゃ）」は、1907年1月に同人誌『紅苜蓿（べにまごやし）』第1号を刊行した。この第1号に石川啄木は「公孫樹」など3編の詩を寄稿した。創刊号が好評を得て続刊の作業に入り、郁雨が結社に加わったのはこの頃とされている。
編集人材を求めた苜蓿社と故郷渋民での生活に行き詰まった（住職再任を断念した父が出奔）啄木の希望が重なり、1907年5月に啄木は函館に移り住んだ。これが縁で啄木との交流が始まる。啄木を函館日日新聞社に紹介し、遊軍記者として勤めさせているが、市内に大火災が起きて新聞社が焼失したため、在籍期間は8月18日 - 25日の8日間であった。このあと啄木は札幌→小樽→釧路と道内を転々とする。この間、啄木の小樽在住時代の1907年10月、旭川に予備役の勤務招集を受けていた郁雨は、演習で江別まで来た際に上官の許しで（本来は外泊許可区域外だった）啄木の家を訪問・一泊した。この夜、啄木との歓談中に、昼に初めて会ったばかりの啄木の妹・ミツ（光子）と結婚したいと酔いに任せて話したが、啄木は「明らかに当惑したような顔」で首を振ったと後に回想している。啄木と知り合った頃、郁雨は失恋の傷心を抱えており、啄木が語る妻・節子との恋愛談に魅了され、妹との結婚により啄木と兄弟になることを思い描くようになっていた。一方で小樽の啄木の借間が不便と感じた郁雨は、召集解除で函館に戻る途中に再度小樽に立ち寄り、借家を手配し費用を親から取り寄せて啄木一家を転居させている。
1908年（明治41年）4月に文芸活動のために釧路新聞記者を辞めて函館に来た啄木から、「函館で半年から1年働いて資金を貯めてから上京したい」という希望を聞かされる。これを知った郁雨は啄木の創作意欲に応えたいと、両親の承諾を得て上京資金を提供した。この際、郁雨は啄木の家族を託され、1909年（明治42年）6月まで函館区（1899年から1922年までの北海道区制に基づく行政単位）栄町の自家の貸家に居住させることになる。また、この年、陸軍砲兵少尉に任じられ、正八位に叙せられている。残された啄木の妻子・母とともにミツも函館で暮らしており、郁雨はミツには「友達」として接したが思慕を完全には断ち切れず、節子に「なぜ啄木は妹を友人にやらないのか」と尋ねたりもした。
啄木は上京に際して、3か月から半年の間に家族を必ず上京させると郁雨に約束したものの、もくろんだ小説の売り込みに失敗してその目処が立たなかった。結局、1909年（明治42年）3月に啄木が東京朝日新聞に校正係として入社した後、5月に郁雨は旅費を負担して啄木の妻子と母を連れて上京することを手紙で啄木に伝え（啄木には5月26日に着信）、6月7日に函館を出発、途中盛岡で節子の実家に寄った後、同月16日に東京に到着した。この道中、節子の実家で郁雨は初めて節子の2人の妹（ふき子・孝子）と面会する。啄木が下宿を引き払って家族と同居するための新居（理髪店「喜之床」の2階）を借りるに当たり、郁雨の送った15円を使っている。東京で再会した啄木に郁雨は再度ミツとの結婚を申し入れたが、啄木は「あれは話にはならん。君と僕とが兄弟の関係になるのだったら節子の妹はどうか。」と薦め、郁雨はそれを受け入れることになる。郁雨は函館への帰路に再度盛岡に寄り、節子の両親と面会して承諾を得る。竹四郎や母も結婚を認めた。
1909年10月26日、節子のすぐ下の妹・堀合ふき子と結婚、啄木とは義理の兄弟の関係となる。
啄木は1910年（明治43年）に刊行した歌集『一握の砂』で、前文に「函館なる郁雨宮崎大四郎君」として金田一京助とともに名を挙げた。また、同書に収められた以下の3首は郁雨を詠った歌である。
- 演習のひまにわざわざ 汽車に乗りて 訪ひ来し友とのめる酒かな （326番目）
- 大川の水の面を見るごとに 郁雨よ 君のなやみを思ふ （327番目）
- 智慧とその深き慈悲とを もちあぐみ 為すこともなく友は遊べり （328番目）

しかし、1911年（明治44年）9月、軍の勤務召集として郁雨が旭川の連隊にいた折に演習地の美瑛から節子に送った手紙が原因で、啄木と節子の間にトラブルが起き、その結果、郁雨と啄木は義絶する。
この義絶により、啄木は家計の危機に陥る。啄木が1909年頃に作成したと推測される、1905年から約4年間の借金（ツケ払いや支払延滞を含む）を記したメモが函館市中央図書館啄木文庫に残されているが、総額1372円50銭のうち、最も多い借主は郁雨の150円である。上京後に啄木が東京朝日新聞に就職して以降は、郁雨が啄木一家の家計を助けていた。
郁雨は啄木の才能を愛して支援を惜しまなかったが、生活力の無さや自己中心的な行動が家族を不幸にしたという点には批判的だった。前記の借金記録は郁雨が1957年に公表したものである。
啄木は1912年4月13日に東京で死去する。

### 啄木の死後

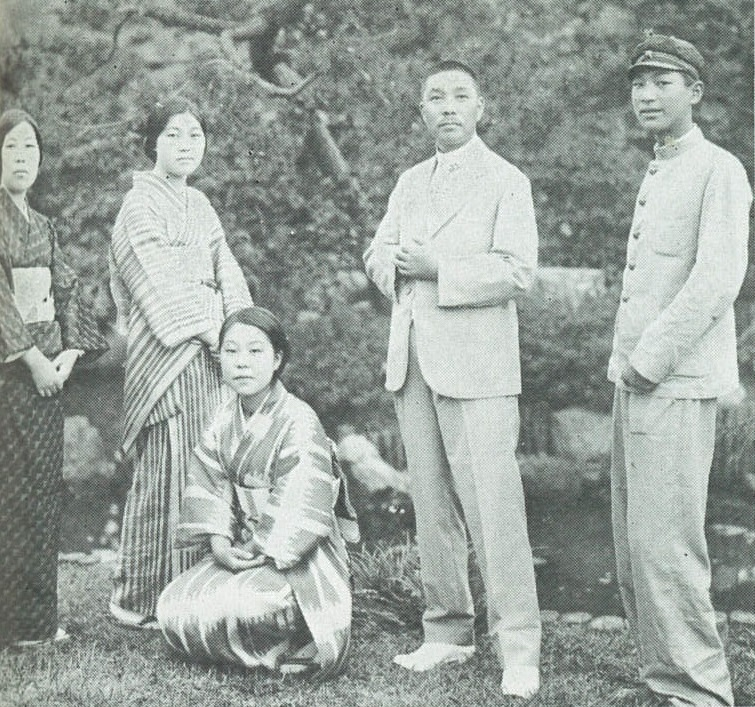
1931年（昭和6年）。右より捷郎（郁雨の長男）、郁雨、貞子（郁雨の次女）、孝子（郁雨の長女）、ふき子

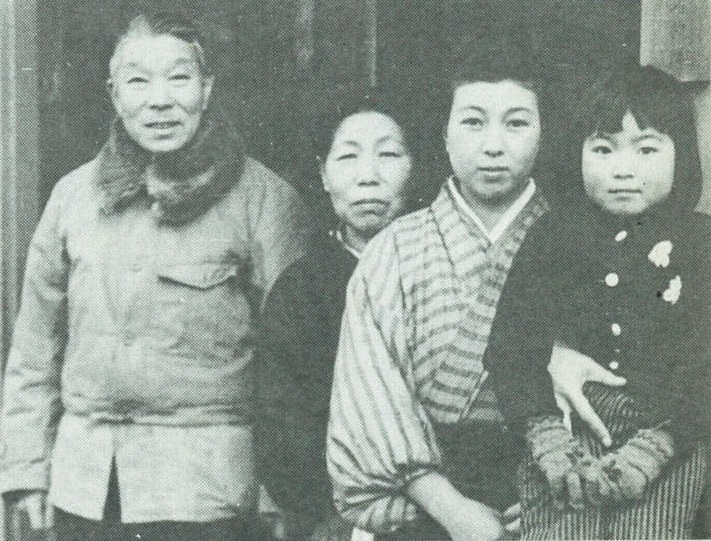
1947年（昭和22年）。右より皙子（郁雨長男の娘）、郁子（郁雨長男の妻）、ふき子、郁雨

啄木死後、未亡人となった節子はいったん千葉県北条町に移住したが、転居先の当てが突如なくなり、1912年9月に両親が住む（1911年に盛岡から移住）函館に再度移住した。
1913年（大正2年）4月13日の啄木一周忌に函館図書館長の岡田健蔵と啄木追悼会を開き、函館の立待岬に墓碑「石川啄木一族の墓」を建て遺骨を移す。節子の依頼もあり、啄木の遺品を納め、函館図書館啄木文庫を作った。直後の5月5日に節子は結核のために死去した。
1923年（大正12年）、父・竹四郎が没したため、家業の味噌醤油醸造業を継いで従事する。同年、永山力（ながやま ちから）と共著で紅茶倶楽部より『函館戦争と五稜郭』を刊行。
1925年（大正14年）、社団法人函館慈恵院監事に選任される。以降、1931年に理事、1933年に常任理事を歴任することになる。1933年には味噌醤油醸造業を廃業し、栄町に味噌小売店を開業する。翌1934年（昭和9年）3月21日の函館大火で栄町の味噌小売店を類焼し、新川町に書籍と保険と味噌醤油の小売店を開業するが、5年ほどで廃業する。以降は慈恵院の事業に専念。
1927年（昭和2年）6月、弘文社より『啄木書翰集』を編集、刊行。
1940年（昭和15年）、支那事変における功により勲六等瑞宝章を授与される。
1945年（昭和20年）、自身の還暦を記念して歌集『自画像 : 郁雨歌抄』を刊行する。
1946年（昭和21年）、恩賜財団同胞援護会北海道支部幹事を委嘱される。また、社会福祉法人函館厚生院相談役に推薦され、市立函館図書館の嘱託となる。図書館長も務めた。
1947年（昭和22年）12月より公職追放に遭う（在郷軍人会で要職に就いていたことが原因）。
1948年（昭和23年）、函館引揚援護局総務部渉外課に勤務し、1950年（昭和25年）には『函館引揚援護局史』を編纂する。
1956年（昭和31年）、函館の郷土雑誌『海峡』に啄木関係の記事の執筆を始める。
1958年（昭和33年）、函館市文化賞を受賞。函館図書館に「啄木を語る会」を発足させ、毎回出席し講演する。
1960年（昭和35年）9月、函館市湯の川の役宅で脳溢血となり入院、退院は翌年となったが、同年11月には東峰書院より『函館の砂 : 啄木の歌と私と』が刊行されている。
1961年（昭和36年）、啄木50回忌記念として森屋より『函館と啄木』を阿部たつを、田畑幸三郎との共編で刊行する。同年8月2日、脳溢血が再発し一時重篤になる。この後も一進一退をくり返し、1962年3月29日午前0時10分に函館中央病院で生涯を閉じた。享年78（満76歳没）。

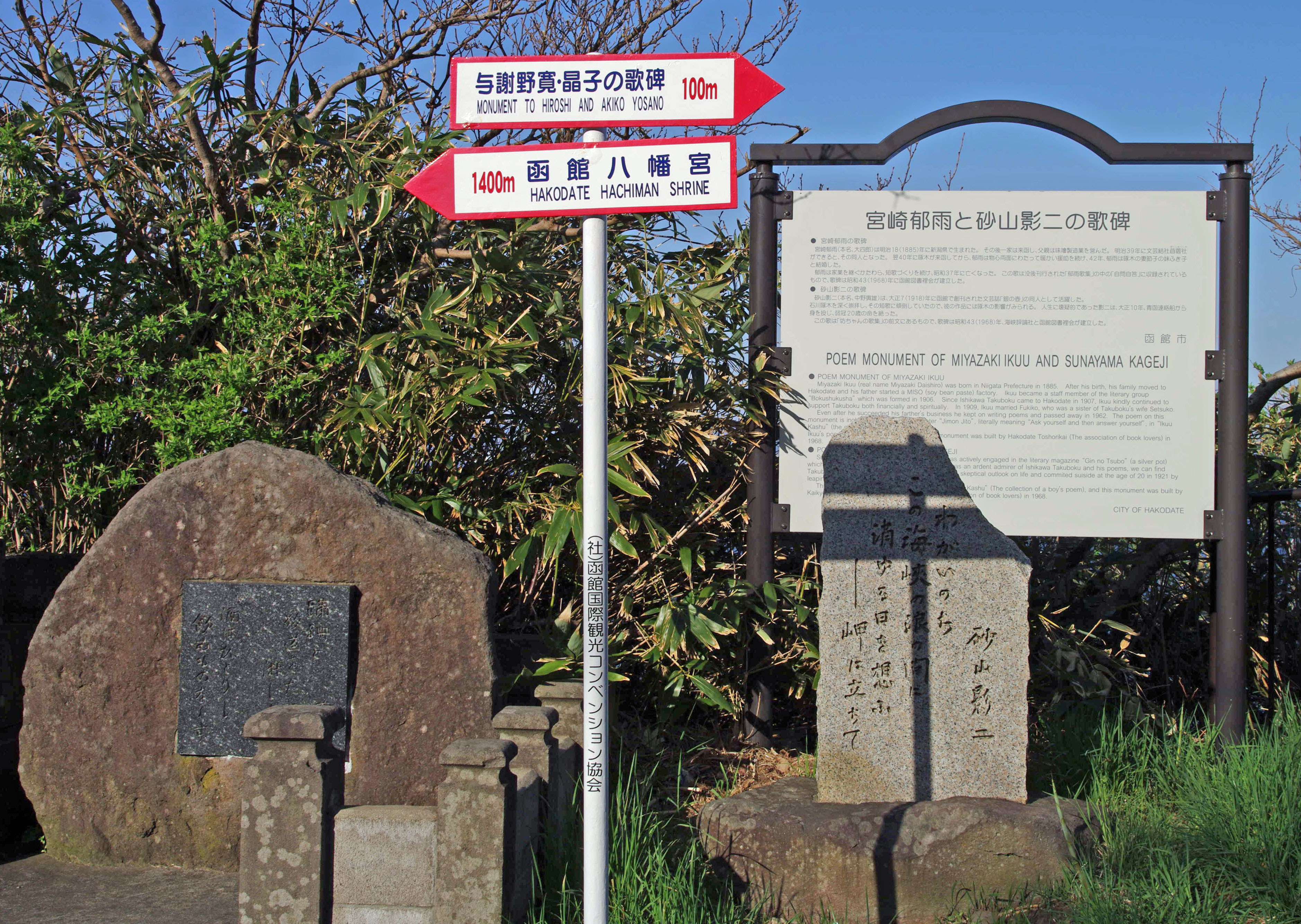
宮崎郁雨と砂山影二の歌碑（立待岬）

宮崎家の墓は、函館の立待岬の「啄木一族の墓」に寄り添うよう建てられている。

## 死後
1963年（昭和38年）4月、阿部たつを編集によって『郁雨歌集』が東峰出版より刊行された。
1968年（昭和43年）には、函館図書裡会が立待岬の「啄木一族の墓」の隣に歌碑を建立した。歌は『郁雨歌集』から採られている。

## 演じた人物
- 河野秋武 - 映画『雲は天才である』（1946年、企画のみ。クランクイン前に第1次東宝争議のため製作中止。松竹、東宝による競作。松竹監督芦原正、東宝監督山本薩夫。作中での役名は「宮川緑雨」）
- 森雅之 - 映画『われ泣きぬれて』（1948年、松竹、監督芦原正）
- 細川俊夫 - 映画『若き日の啄木 雲は天才である』（1954年、新東宝、監督中川信夫。作中での役名は「宮川緑雨」）